# Amped 3
Amped 3 es un videojuego de snowboarding; la tercera parte de Amped, desarrollada por Indie Built/2K Sports. Ofrecen niveles más grandes, trucos, una banda sonora de 300 canciones y varias características de Xbox Live, así como la capacidad de utilizar un snowmobile, una variedad de trineos e incluso un planeador de la caída. Hay también cambios substanciales al gameplay que prevén un tono más irreverente, tal como desafíos en los cuales 2 jugadores compiten para amontonar la mayoría de las lesiones y un modo de la historia de 10 horas presentados en una variedad de diversos estilos.

## Concesiones
En el 2005 GameSpot anunció que Amped 3, fue nominado para la mejor música licenciada, la mejor historia, el mejor y nuevo carácter, el juego más divertido y el mejor juego de deportes de alternativa.

## Personal del desarrollo
- Productor mayor: Matthew Seymour
- Productor de la historia: Aaron Conners
- Artista del plomo: Jared Bastian
- Programador del motor del plomo: Danny Lunt
- Programador del juego del plomo: Juan Adams
- Programador llano del plomo: Fraser Graham
- Diseño llano: Kelly Murphy, Zach Woolf, Ian Morris

- Datos: Q2844155